# Millettia takou
Millettia takou är en ärtväxtart som beskrevs av Lorougnon. Millettia takou ingår i släktet Millettia och familjen ärtväxter. Inga underarter finns listade i Catalogue of Life.